# Alto Araguaia
Alto Araguaia es un municipio brasileño del estado de Mato Grosso. Su población en 2016 era de 17.841 según el IBGE.

## Historia
Se originó como Santa Rita del Araguaia en devoción a la santa y al río que divide Mato Grosso y Goiás. En 1921, se creó el municipio entre grandes conflictos de garimpeiros que duró toda la década de 20. El 2 de agosto de 1933, Santa Rita del Araguaia fue encampada por Lageado transfiriendo su sede y su comarca, extinguiendo, pero el 26 de octubre de 1938, fue restaurada con el nombre de Alto Araguaia. En su divisa se fundó la ciudad de Santa Rita del Araguaia, perteneciente al estado de Goiás.
- Datos: Q22067364
- Multimedia: Alto Araguaia / Q22067364